# رالف هاوپتمان
رالف هاوپتمان (به آلمانی: Ralf Hauptmann) بازیکن فوتبال و هافبک اهل آلمان شرقی بود که از سال ۱۹۸۹ میلادی عضو تیم ملی فوتبال آلمان شرقی بوده‌است. وی در ۴ بازی ملی حضور داشته و در بازی‌های ملی‌اش گلی به ثمر نرساند. رالف هاوپتمان آخرین بازی ملی خود را در سال ۱۹۹۰ میلادی انجام داد.